# Regner Sixtinus
Regner Sixtinus, noto anche con lo pseudonimo di Regnerus o Reinerus (Leeuwarden, 1543 – Kassel, 11 maggio 1617), è stato un giurista tedesco.
Originario della Frisia, fu professore, rettore universitario, giudice, inviato e consigliere segreto in Assia. 

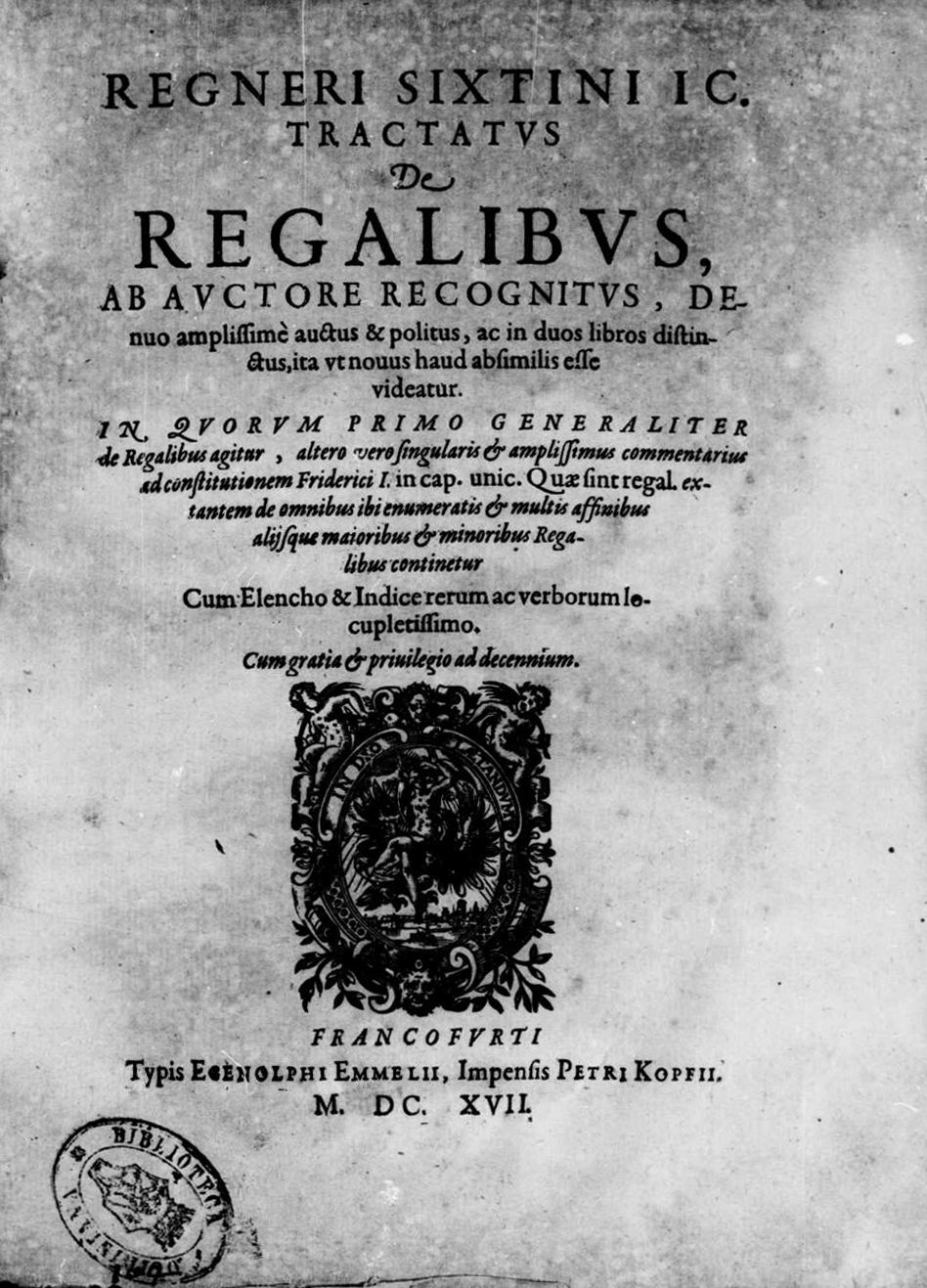
De regalibus, 1617

## Biografia
Sixtinus era figlio di Nicolaus Sixtinus e della moglie Wytske Hettema. Suo nonno Albert era il fratello di Johann Sixtinus, rispettato avvocato e canonico che morì in Inghilterra nel 1519. Regner frequentò prima la scuola a Leeuwarden e poi il ginnasio nella vicina Boalsert. Grazie a un'eredità lasciata dal suo prozio, andò a studiare giurisprudenza presso la rinomata facoltà di giurisprudenza di Bourges, dove seguì le lezioni di Éguiner-François Baron (1495-1550), Jacques Cujas (1522-1590), François Baudouin (1520-1573) ), Hugues Doneau (1527-1591) e François Douaren (1509-1559). Nel 1565, all'età di 22 anni, ottenne un dottorato in giurisprudenza presso l'Università di Orléans. Per motivi religiosi, da convinto calvinista, non tornò nei Paesi Bassi, dove l'Inquisizione dilagava e le condanne per eresia aumentavano drammaticamente, ma a Spira, dove fece pratica di processo legale come tirocinante presso il Tribunale della Camera imperiale. 
Tre anni dopo, il 15 ottobre 1568 divenne professore associato e nello stesso anno professore ordinario all'Università di Marburgo, dove insegnò fino al 1591. Già nel 1573, il langravio Guglielmo IV d'Assia-Kassel lo chiamò suo consigliere e "servitore da casa"; nel 1576 fu deputato dell'Università di Marburgo presso la dieta territoriale di Treysa. Il 23 aprile del 1579 divenne langravio di tutti e quattro i Consigli dell'Assia, e in quanto tale nominato consigliere e valutatore (giudice) presso la corte delle contee dell'Assia a Marburgo. Il 23 agosto del 1580 fu nominato Primarius della facoltà di giurisprudenza di Marburgo sotto i due langravi Guglielmo IV di Assia-Kassel e Luigi IV d'Assia-Marburgo, e nell'anno accademico 1580-81 fu rettore dell'università. Dal 20 febbraio del 1581 fu anche consigliere del langravio di Marburgo Luigi IV. Nel 1586 fu rappresentante dell'Assia alla Deputazione imperiale di Worms. 
Dal momento che le sue opinioni religiose non erano in linea con quelle dei predicatori luterani di Marburgo e temeva che ci sarebbero state serie difficoltà, il 22 giugno 1590 presentò le sue dimissioni e il 10 maggio 1591 si ritirò dal senato accademico di Marburgo. Nello stesso anno si recò nuovamente in Danimarca come ambasciatore dell'Assia, quindi si trasferì a Francoforte sul Meno, dove divenne segretario e delegato municipale. 
Nel 1593 il langravio calvinista Maurizio d'Assia-Kassel lo chiamò alla sua corte e dal 1594 fino alla sua morte Sixtinus visse e agì come consigliere segreto di Kassel, rifiutando cattedre a Gröningen e Rostock. Lì fu anche membro della commissione che nel 1597 fu convocata per redigere una costituzione territoriale dell'Assia, e nel 1604-05 fu uno dei consiglieri dell'Assia-Kassel che trattarono per Moritz con il langravio Luigi V d'Assia-Darmstadt e i suoi fratelli Filippo III e Federico I per la divisione dinastica in base al testamento del langravio di Marburgo Luigi IV. 
Regner Sixtinus si sposò con Elisabeth, figlia del dottore Wilhelm Sascher a Gröningen. Dal matrimonio nacquero tre figli e due figlie: 
- Wilhelm Burchard (1572-1652), avvocato, 1632-1634 Hesse-Kassel cancelliere del principato di Buchen
- Nikolaus (1585–1669), avvocato, consigliere privato, presidente della Camera di corte Hesse-Kassel
- Johann, canonico di Halberstadt
- Sophie, ∞ Johann Klein (avvocato, m. 1684)
- Elisabeth (1582–1637), Baden Philipp Badenhausen (1573–1645)

## Pensiero
Come Dominicus Arumaeus (m. 1637) a Jena, fu uno dei pionieri del diritto pubblico nei territori di lingua tedesca e una figura decisiva per la nascita di una costituzione tedesca. Si scostò dalla giurisprudenza scolastica e umanistica. Egli e il suo collega di Marburgo Hermann Kirchner (1562–1620) elaborarono la fondamentale distinzione nel concetto di doppia sovranità tra la "maiestas personalis" dovuta solo all'imperatore e la "maiestas realis".
Tra i suoi scritti, il Tractatus de Regalibus, stampato in nove edizioni fra il 1602 e il 1617, fu il più noto e ampiamente utilizzato. I suoi scritti ebbero un ruolo fondamentale nella ricezione delle teorie del francese Jean Bodin (m. 1596), fondatore del moderno concetto di sovranità e primo sostenitore dell'assolutismo, nell'impero. L'opera Exegesis juris civilis ad methodum institutionum - juris feudalis, - juris canonici fu pubblicata nel 1617. Nel tempo, lavorò anche su un gran numero di cosiddetti responsa e consilia, la maggior parte dei quali sono stati inclusi nella raccolta consigliare di Marburgo.

## Opere
- (LA) Regner Sixtinus, De regalibus, Frankfurt am Main, Egenolff Emmel, 1617.
- Exegesis juris civilis ad methodum institutionum - juris feudalis, - juris canonici, 1617